# Northrop T-38 Talon

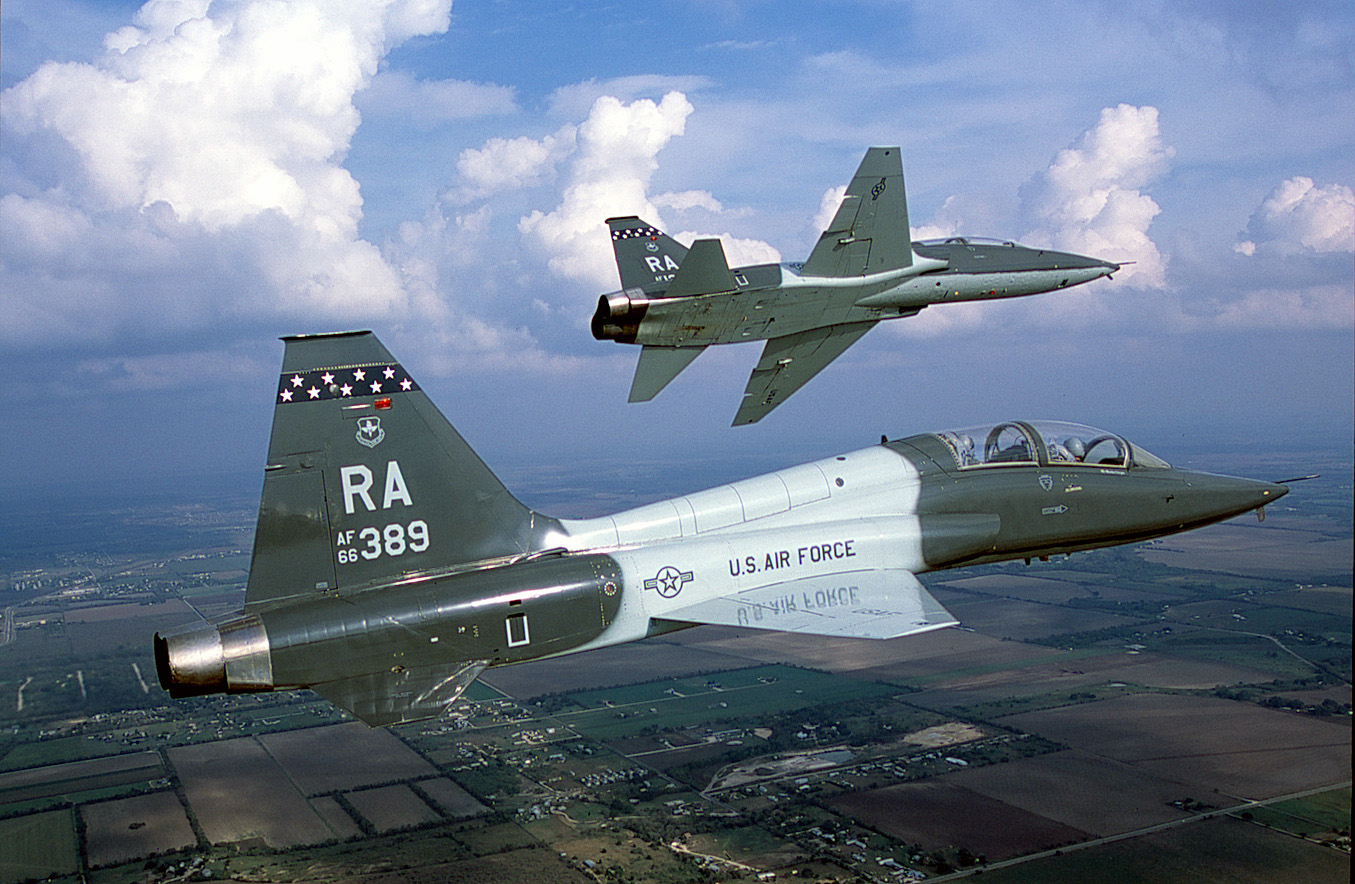
T-38 Talon thuộc phi đoàn huấn luyện 560, căn cứ không quân Randolph, USAF.

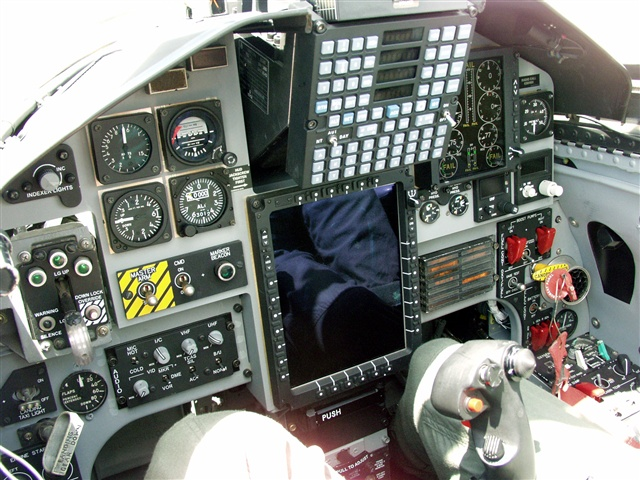
Buồng lái T-38C

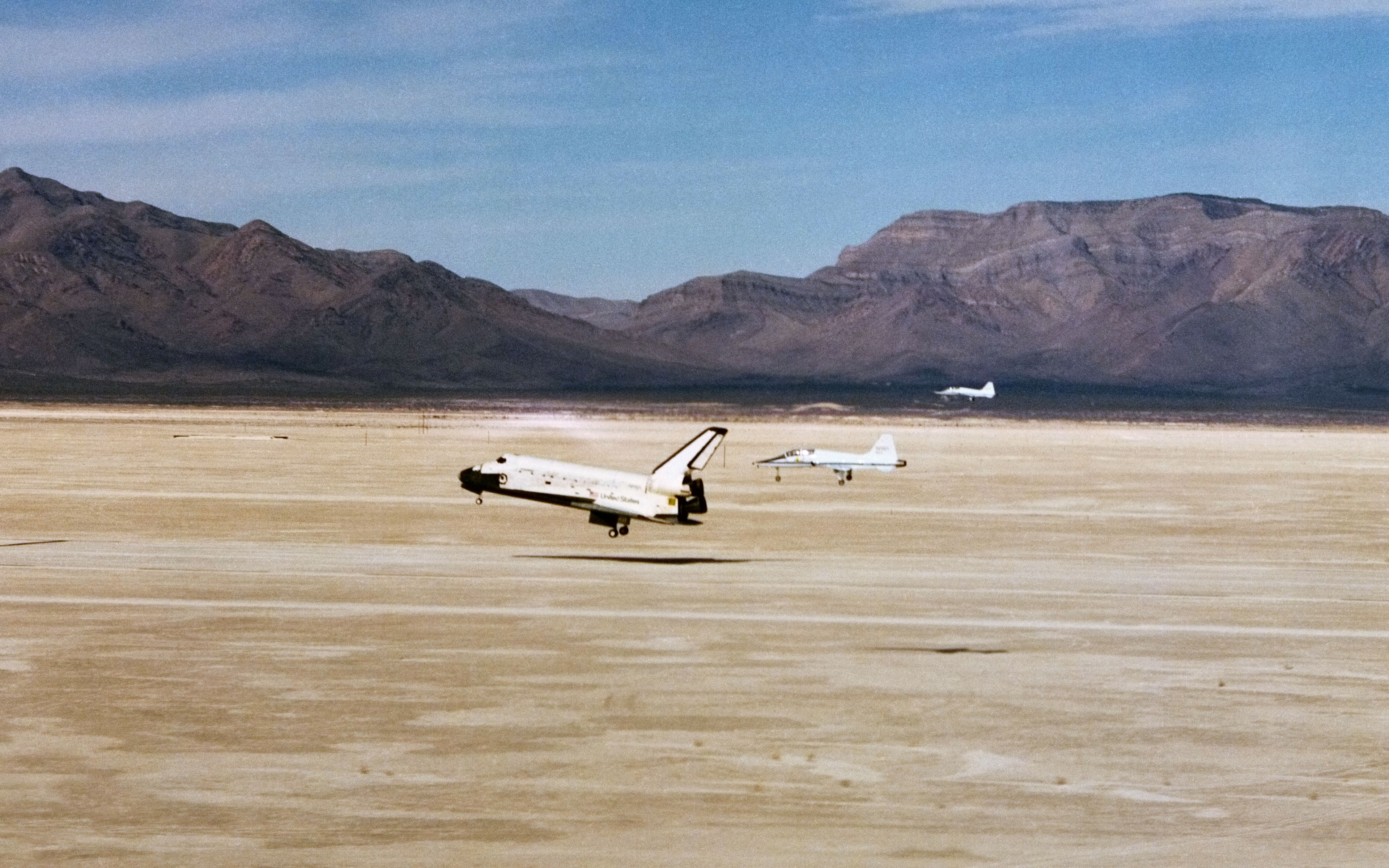
T-38 Talon bay hộ tống tàu con thoi Columbia khi nó hạ cánh tại Northrop Strip ở White Sands, New Mexico, kết thúc sứ mệnh STS-3.

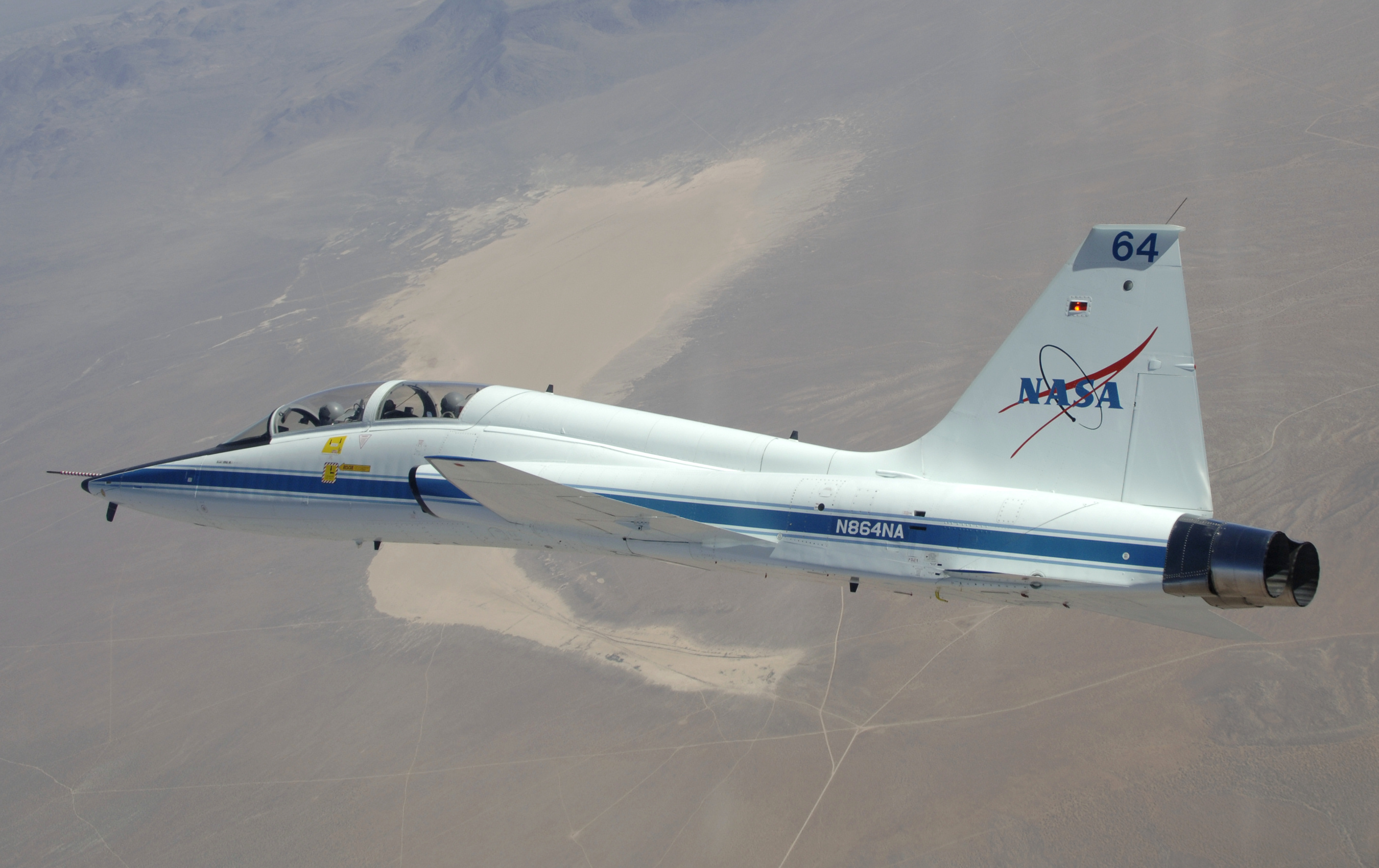
Máy bay huấn luyện T-38 thuộc NASA phía trên Cuddeback Dry Lake tại Nam California

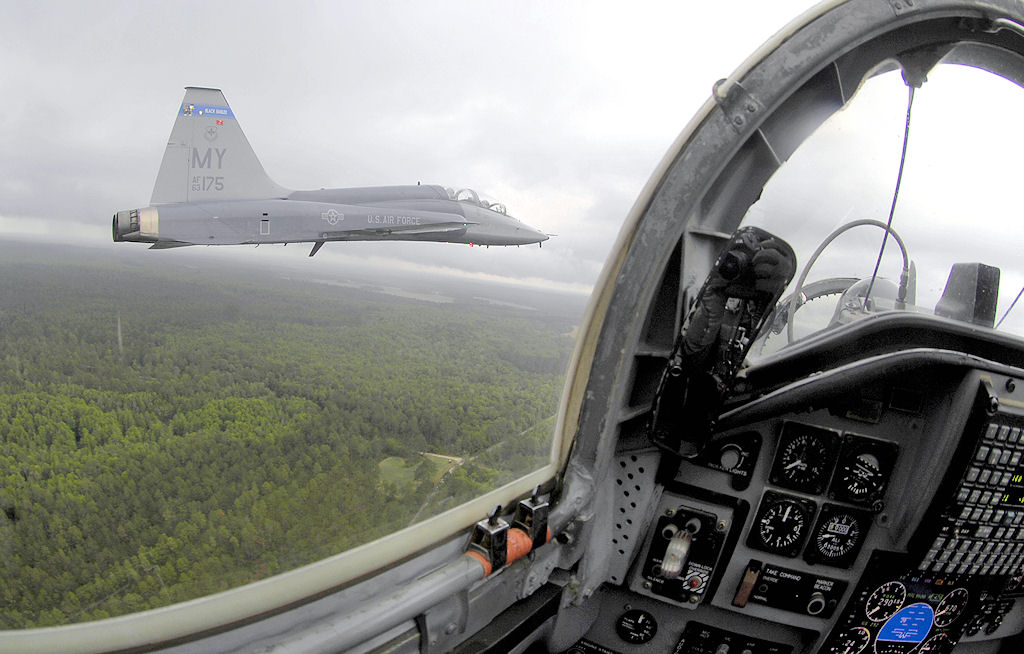
Ảnh chụp từ ghế sau của chiếc T38C, thuộc Liên đoàn huấn luyện tiêm kích số 479, cắn cứ không quân Moody, Georgia, 2006.

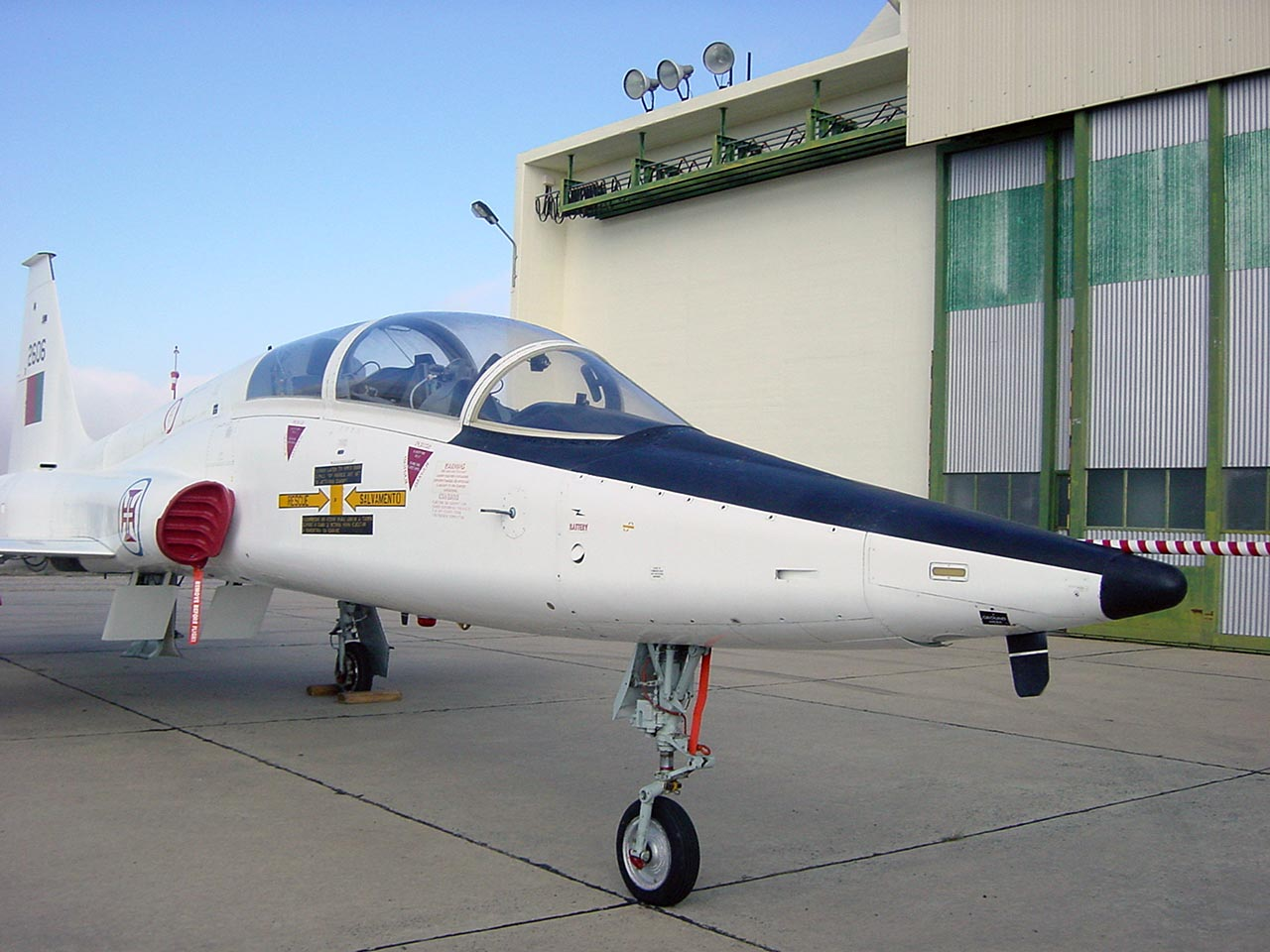
T-38 thuộc Không quân Bồ Đào Nha tại căn cứ không quân số 11 (BA11 - Beja)

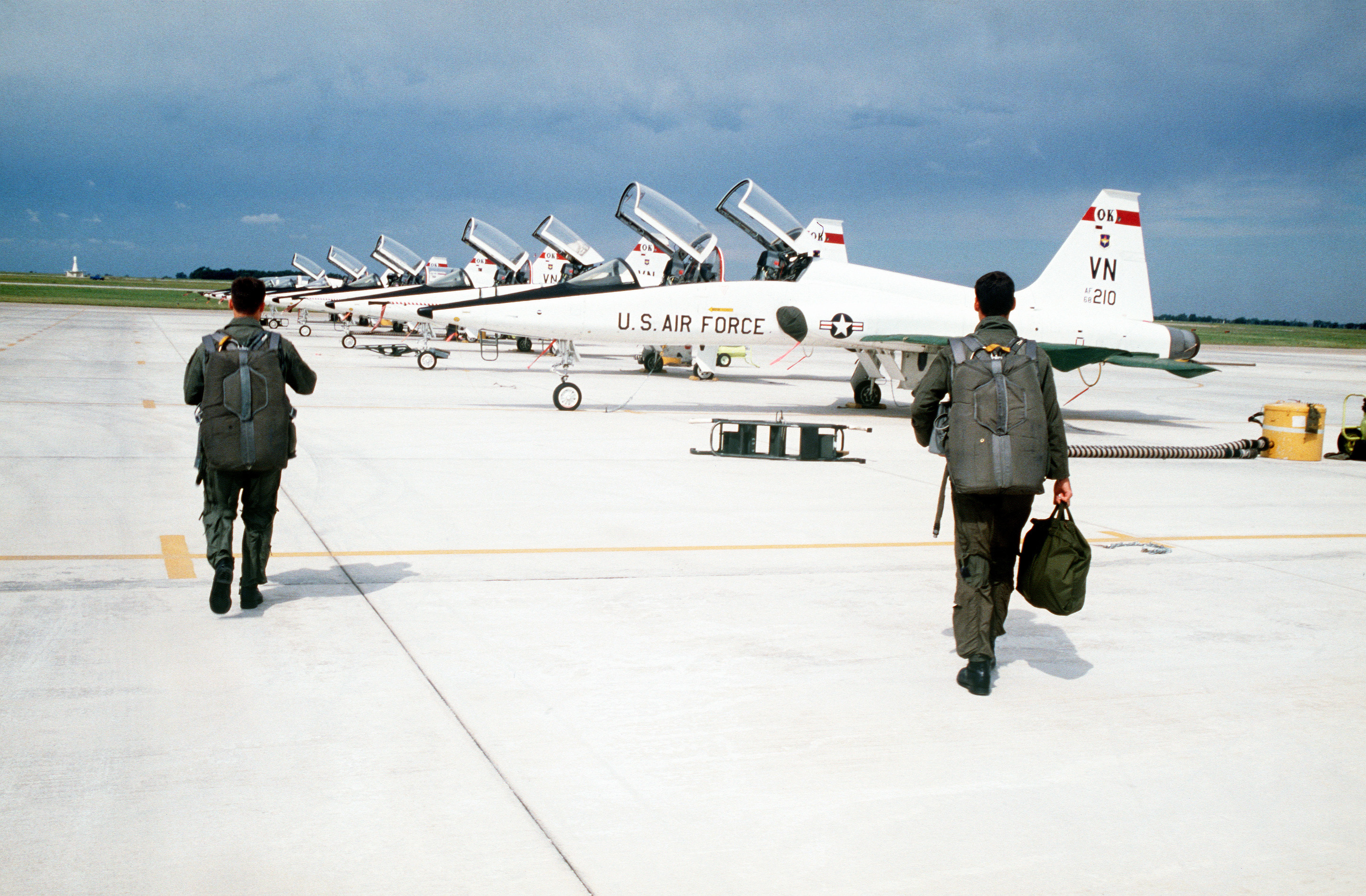
Huấn luyện viên và học viên thuộc phi đoàn huấn luyện số 25 USAF đang bước tới chiếc Northrop T-38A Talon để chuẩn bị huấn luyện bay tại căn cứ không quân Vance, Oklahoma (USA), 23 tháng 11 năm 1997.

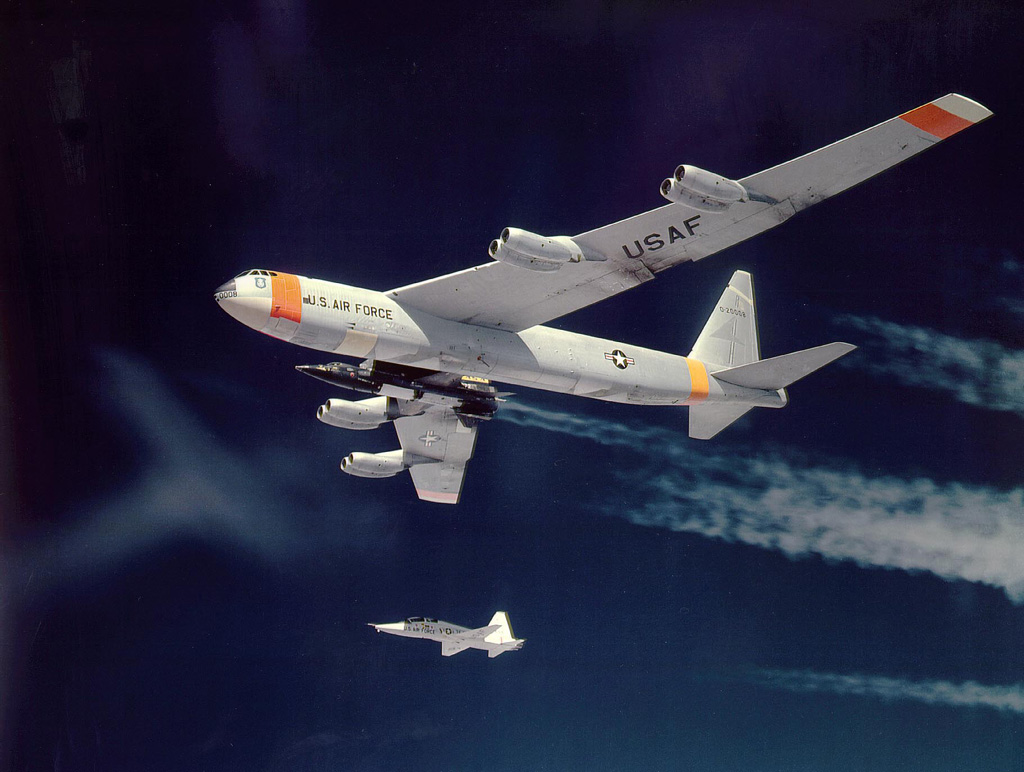
X-15 bay trên thân máy bay mẹ B-52, cùng máy bay T-38 (1961)

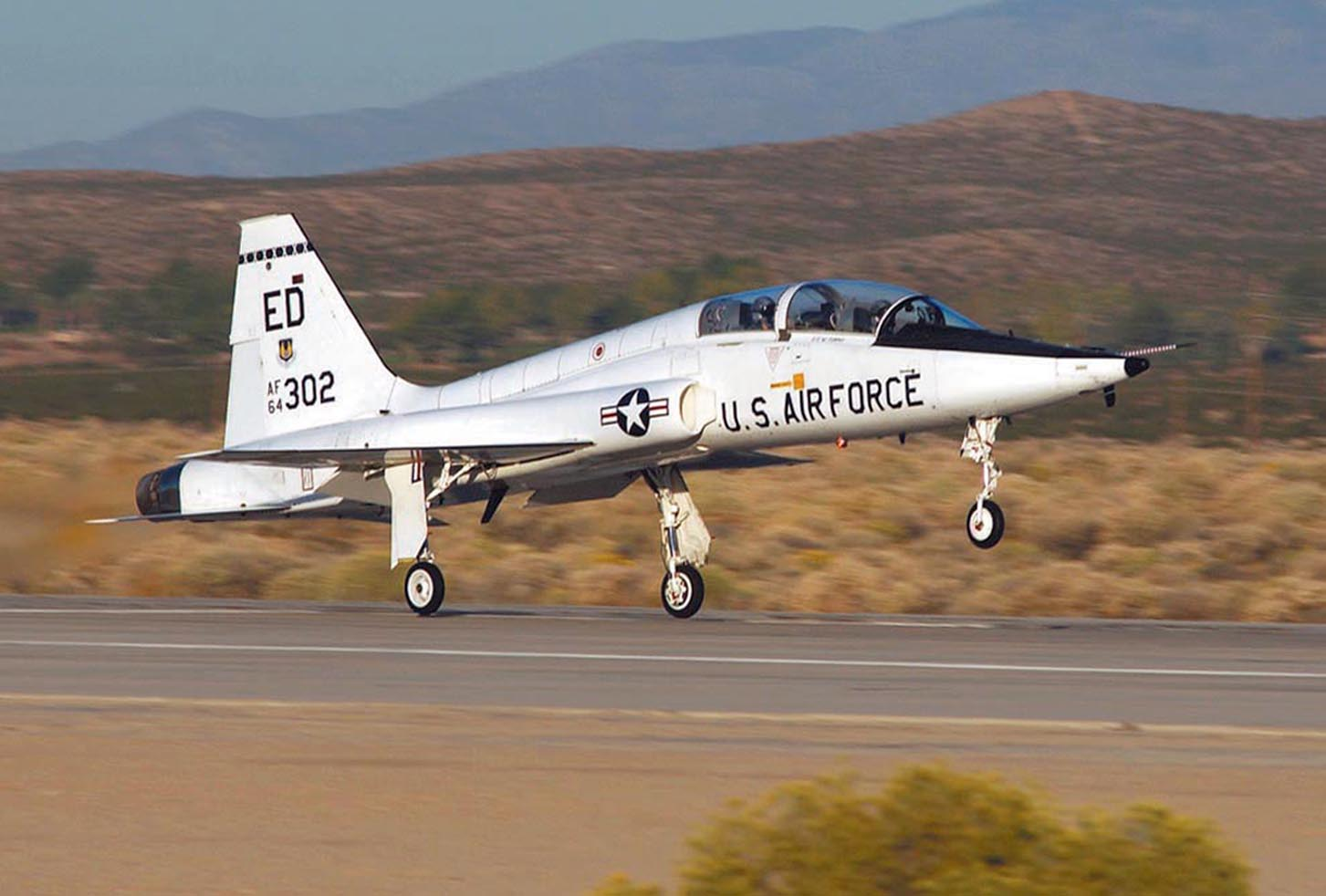
T-38 Talon cất cánh từ căn cứ không quân EDWARDS với chỉ 1 động cơ trong cuộc thử nghiệm cất cánh dùng 1 động cơ.

Northrop T-38 Talon là một loại máy bay huấn luyện phản lực siêu thanh hai động cơ của Hoa Kỳ, một biến thể của F-5 'Tiger'. Đây là chiếc máy bay huấn luyện siêu thanh đầu tiên trên thế giới và tới nay vẫn còn trong biên chế của không quân nhiều nước trên thế giới.

## Biến thể
- N-156T:
- YT-38:
- T-38A:
- T-38A(N):
- AT-38A:
- DT-38A:
- NT-38A:
- QT-38A:
- AT-38B:
- T-38C:[1]
- T-38M:[2]
- N-205:[3][4]
- ST-38 hay N-205B:
- T-38 VTOL

## Quốc gia sử dụng
Đức
- Không quân Đức[5]

 Đài Loan
- Không quân Cộng hòa Trung Hoa[5]

 Thổ Nhĩ Kỳ
- Không quân Thổ Nhĩ Kỳ[6]

 Hoa Kỳ
- Không quân Hoa Kỳ[7])
- Thunderbirds Không quân Hoa Kỳ
- Hải quân Hoa Kỳ[6]
- NASA (~32)

## Từng sử dụng
Bồ Đào Nha
- Không quân Bồ Đào Nha

 Hàn Quốc
- Không quân Hàn Quốc

## Tính năng kỹ chiến thuật (T-38A)
Dữ liệu lấy từ USAF factsheet
Đặc điểm tổng quát
- Tổ lái: 2
- Chiều dài: 46 ft 4,5 in (14,14 m)
- Sải cánh: 25 ft 3 in (7,7 m)
- Chiều cao: 12 ft 10,5 in (3,92 m)
- Diện tích cánh: 170 ft² (16 m²)
- Trọng lượng rỗng: 7.200 lb (3.270 kg)
- Trọng lượng có tải: 11.820 lb (5.360 kg)
- Trọng lượng cất cánh tối đa: 12.093 lb (5.485 kg)
- Động cơ: 2 × General Electric J85-5A (J85-5R after PMP modification) turbojet
  - Lực đẩy thô: 2.050 lb (9,1 kN) mỗi chiếc
  - Lực đẩy khi đốt tăng lực: 3.850 lbf (17,1 kN) mỗi chiếc

 Hiệu suất bay 
- Vận tốc cực đại: Mach 1,3 (858 mph, 1.381 km/h)
- Tầm bay: 1.140 mi (1.835 km)
- Trần bay: 50.000 ft (15.240 m)
- Vận tốc leo cao: 33.600 ft/phút (170,7 m/s)
- Tải trên cánh: 70 lb/ft² (340 kg/m²)
- Lực đẩy/trọng lượng: 0,65